# Distretto di Lida
Il distretto di Lida (in bielorusso Лідскі раён?) è un distretto (raën) della Bielorussia appartenente alla regione di Hrodna.